# Dendrobium kietaense
Dendrobium kietaense är en orkidéart som beskrevs av Rudolf Schlechter. Dendrobium kietaense ingår i släktet Dendrobium, och familjen orkidéer. Inga underarter finns listade i Catalogue of Life.